# Maier von Wössingen
Die Maier von Wössingen waren ein spätmittelalterliches Adelsgeschlecht und eine Seitenlinie der Herren von Gemmingen, die Vogtrechte in Wössingen besaßen. Der erste Namensträger war 1340 ein Konrad, die Linie starb mit einem Heinrich 1503 im Mannesstamm aus. Die Verwandtschaftsverhältnisse der Linie lassen sich nur noch fragmentarisch darstellen.

## Geschichte
Die Familienlinie geht zurück auf Konrad von Gemmingen. Dessen Verwandtschaftsverhältnisse sind nicht mehr eindeutig zu klären. Reinhard von Gemmingen, der Gelehrte betrachtete ihn in seiner Familienchronik von 1631 als einen der Söhne des Dieter von Gemmingen (erw. 1274/83). Der Chronist Stocker sah 1895 in Konrad vielmehr einen Sohn des Schelperus von Gemmingen, dessen Verwandtschaft mit der gesicherten Ahnenreihe nicht mehr zu klären ist, der jedoch als Stammvater der mit den Gemmingen stammverwandten Freiherren von Massenbach gilt. Konrads gleichnamiger Sohn wird als Maier von Wössingen mit seinem Bruder Reinhard 1340 bei einem Warenverkauf an das Ritterstift Odenheim erwähnt. Die Maier von Wössingen waren zunächst noch in Gemmingen, dem namengebenden Stammsitz der Herren von Gemmingen, begütert. Ihre Güter und Rechte dort haben sie jedoch sukzessive verkauft. Konrad und seine Frau Anna verkauften 1356 ihren Teil des großen Zehnten in Gemmingen an ihren Vetter Dieter von Gemmingen. 1376 verkauften sie ihren restlichen Gemminger Besitz. Spätestens 1408 war Konrad von Gemmingen bereits verstorben, seine Kinder erwarben in jenem Jahr einen Hof in Lauffen am Neckar, wo ebenfalls ein Konrad von Gemmingen genannt Maier von Wössingen 1412 Kirchherr war. Dieser Konrad oder ein gleichnamiger Bruder empfing 1414 von Württemberg einen Teil der Vogtei in Wössingen und der in Bucheck. Er war mit einer Dame aus der Familie von Flehingen verheiratet und blieb wohl kinderlos, er starb wohl 1420 bei Sulz. Mit seinen Lehen wurde 1421 und 1434 sein Bruder Hans belehnt. Ihm folgte sein Sohn Reinhard, der 1436 die Lehen empfing, wie sie bereits Konrad gehabt hatte. Zusätzlich hatte Reinhard 1437 auch ein Lehen in Bruchsal, das wie die Lehen in Wössingen und Bucheck später an seinen Sohn Heinrich vergeben wurde. Als dessen gleichnamiger Sohn 1503 starb, fielen die Lehen heim.

## Stammlinie
Konrad ⚭ Adelheid von Adelshofen
1. Konrad ⚭ Anna von Münchingen
  1. Konrad ⚭ n.n. von Flehingen
  2. Els
  3. Dieter
  4. Hans ⚭ Margaretha n.n.
    1. Anselm, Priester im Bistum Straßburg
    2. Reinhard
      1. Heinrich
        1. Helena ⚭ Anselm von Urberg
        2. Heinrich († 1503) ⚭ Katharina Holdermännin
2. Reinhard ⚭ Jutta von Gertringen
3. Johann
4. Ulrich(?)